# Касл-Рок (Уаикато)
Касл-Рок (англ. Castle Rock), или Мотутере (маори Motutere) — гора на юго-востоке от города Коромандел на одноимённом полуострове в регионе Уаикато на Северном острове (Новая Зеландия). Высота горы — 525 м над уровнем моря. Особенно знаменита тем, что широко используется для скалолазания, с несколькими маршрутами.

## География
Касл-Рок — крупный пик хребта Коромандел, который находится в 8,4 километрах к юго-востоку от города Коромандел, к северу от пика 532 м, также называемого Мотутере, и к югу от безымянного пика 573 м в верховьях реки Пукевау, текущей на запад.
Гора представляет собой жерловину вулкана, образованную затвердевшей магмой после того, как более мягкие окружающие её породы были разрушены эрозией.

## История
Мотутере на маори означает «плавучий остров», имя, которое даровал Руамано, потомок Тама-те-Капуа. Исследователи области маори, как правило, путешествовали вдоль горных хребтов, избегая густой растительности в защищённых долинах. Когда наступали сумерки, они искали укрытие, чтобы избежать духа патупаиарехе, который, по мифологии маори, населял эти холмы. Вершина Мотутере избегалась маори после наступления темноты по этой причине.
В 2018 году название вершины было официально объявлено как Мотутере/Касл-Рок, чтобы включить его оригинальное имя маори